# Wolfsberger AC
Maillots
Actualités
Le Wolfsberger AC est un club de football autrichien basé à Wolfsberg en Carinthie. Depuis la saison 2012-2013, il évolue en Bundesliga, la première division autrichienne.

## Bilan sportif

### Palmarès
- Coupe d'Autriche
  - Vainqueur : 2025

- Championnat d'Autriche de deuxième division
  - Champion : 2012

### Bilan européen
Note : dans les résultats ci-dessous, le score du club est toujours donné en premier.
| Saison    | Compétition             | Tour                | Club                     | Domicile | Extérieur | Total     |
| --------- | ----------------------- | ------------------- | ------------------------ | -------- | --------- | --------- |
| 2015-2016 | Ligue Europa            | Deuxième tour Q     | Chakhtior Salihorsk      | 2 - 0    | 1 - 0     | 3 - 0     |
| 2015-2016 | Ligue Europa            | Troisième tour Q    | Borussia Dortmund        | 0 - 1    | 0 - 5     | 0 - 6     |
| 2019-2020 | Ligue Europa            | Groupe J            | AS Rome                  | 1 - 1    | 2 - 2     | Quatrième |
| 2019-2020 | Ligue Europa            | Groupe J            | Borussia Mönchengladbach | 0 - 1    | 4 - 0     | Quatrième |
| 2019-2020 | Ligue Europa            | Groupe J            | İstanbul Başakşehir      | 0 - 3    | 0 - 1     | Quatrième |
| 2020-2021 | Ligue Europa            | Groupe K            | CSKA Moscou              | 1 - 1    | 1 - 0     | Deuxième  |
| 2020-2021 | Ligue Europa            | Groupe K            | Dinamo Zagreb            | 0 - 1    | 0 - 3     | Deuxième  |
| 2020-2021 | Ligue Europa            | Groupe K            | Feyenoord Rotterdam      | 1 - 0    | 4 - 1     | Deuxième  |
| 2020-2021 | Ligue Europa            | Seizièmes de finale | Tottenham Hotspur        | 1 - 4    | 0 - 4     | 1 - 8     |
| 2022-2023 | Ligue Europa Conférence | Troisième tour Q    | Gżira United             | 0 - 0    | 4 - 0     | 4 - 0     |
| 2022-2023 | Ligue Europa Conférence | Barrages Q          | Molde FK                 | 0 - 4    | 1 - 0     | 1 - 4     |
| 2025-2026 | Ligue Europa            | Troisième tour Q    | PAOK Salonique           | 0 - 1 ap | 0 - 0     | 0 - 1     |
| 2025-2026 | Ligue Conférence        | Barrages Q          | Omónia Nicosie           | -        | -         | -         |

Légende
- Victoire ou qualification pour le tour suivant
- Match nul
- Défaite ou élimination de la compétition

## Identité du club

### Couleurs
Les couleurs du club sont le blanc et le noir, qui apparaissent - avec le jaune - sur les armoiries de la ville de Wolfsberg.
Entre 2007 et 2012 l'uniforme incluait également la couleur orange, empruntée au maillot du SK St. Andrä. À la fin de l'entente entre les deux clubs en 2012, le WAC retrouve ses couleurs classiques.

### Logo
Le symbole de l'équipe est un loup (en allemand, wolf), qui se retrouve aussi bien dans le logo du club que dans les armoiries de la ville.

Ancien logo
Logo actuel
Armoiries de la ville

## Joueurs et personnalités du club

### Entraîneurs
- Helmut Kirisits (7 avril 1989 – 4 nov. 1990), (7 juin 1991 – 30 juin 1991), (13 oct. 1992 – 17 oct. 1995)
- Hans-Peter Buchleitner (1er juil. 1995 – 30 juin 1997)
- Peter Hrstic (1er juil. 2007 – 26 oct. 2008)
- Hans-Peter Buchleitner (27 oct. 2008 – 9 mai 2010)
- Nenad Bjelica (10 mai 2010 – 17 juin 2013)
- Slobodan Grubor (17 juin 2013 – 1 sept. 2013)
- Dietmar Kühbauer (2 sept. 2013 – nov. 2015)
- Heimo Pfeifenberger (nov. 2015 - mars 2018)
- Robert Ibertsberger (mars 2018 -mai 2018)
- Gerhard Struber (juil. 2019 - nov. 2018)
- Mohamed Sahli (nov. 2019 - déc. 2019)
- Ferdinand Feldhofer (depuis déc. 2019)

### Joueurs emblématiques
- Sandro Gotal
- Marco Knaller
- Kliton Bozgo
- Michele Polverino